# Marvaux-Vieux
Marvaux-Vieux é uma comuna francesa na região administrativa de Grande Leste, no departamento das Ardenas. Estende-se por uma área de 11,61 km². Em 2010 a comuna tinha 76 habitantes (densidade: 6,5 hab./km²).